# 사회보수주의 정당 목록
다음은 세계의 사회보수주의 정당들의 목록이다.
사회보수주의는 정치적 입장이 명확하지 못한데, 그래서 공식적으로 보수주의 정당이 아니더라도 사회적으로 보수색채가 강한 중도 ~ 중도좌파 정당 일부도 해당 목록에 포함한다. (예시: 더불어민주당, 칠레 기독교민주당)

## 지역별 사회보수주의 정당

### 아시아
대한민국
- 국가혁명당
- 국민의힘
- 민생당
- 더불어민주당 (일부 정파)[1][2]
- 우리공화당

 인도
- 국민민주동맹 소속 정당 다수
  - 시브 세나
  - 인도 인민당
- 인도 연합 무슬림 연맹
- 텔루구어 데삼 당

 일본
- 자유민주당
- 희망의 당
- 일본유신회
- 공명당
- 국민민주당 (일부 정파)

 중화민국
- 신당
- 중국 국민당
- 무당단결연맹

 홍콩
- 민주건항협진연맹
- 신민당 (新民黨)
- 홍콩 경제민생연맹 (香港經濟民生聯盟)
- 신세기논단 (新世紀論壇)

 튀르키예
- 행복당
- 정의개발당
- 민족주의자 운동당

 싱가포르
- 인민행동당

### 유럽
그리스
- 독립 그리스인
- 그리스식 해법(Ελληνική Λύση)

 노르웨이
- 기독교민주당[3]

 독일
- 독일을 위한 대안
- 바이에른 기독교사회연합
- 독일 중앙당

 러시아
- 러시아 자유민주당
- 통합 러시아

 세르비아
- 세르비아 급진당
- 드베리
- 세르비아 진보당

 스웨덴
- 스웨덴 민주당

 스페인
- Vox
- 국민당

 영국
- 민주연합당
- 영국 독립당 (일부 정파)
- 보수당 (일부 정파)

 이탈리아
- 이탈리아의 형제들
- 북부동맹[4][5]
- 중도연합 (UdC)
- 포르차 이탈리아

 폴란드
- 통합 폴란드당
- 법과 정의
- 동맹당

 프랑스
- 국민연합
- 약진하는 공화국
- 공화당 (일부 정파)

 핀란드
- 핀인당

 헝가리
- 청년민주동맹
- 요비크[6]
- 기독교민주인민당
- 헝가리 정의와 삶의 당

### 북아메리카
미국
- 공화당
- 헌법당
- 금주당
- 미국연대당
- 민주당(일부정파)
  - 청견민주

### 중·남아메리카
브라질
- 애국당 (Patriota)
- 브라질을 위한 동맹
- 사회자유당
- 기독교사회당

 칠레
- 독립민주연합
- 기독교민주당[7][8]
- 국민혁신 (일부 정파)

### 오세아니아
뉴질랜드
- 뉴질랜드 퍼스트

 오스트레일리아
- 폴린 핸슨의 원 네이션
- 오스트레일리아 보수연립
  - 오스트레일리아 국민당
  - 지역자유당

## 기타
- 지역정당은 따로 표기
  - 예: 스코틀랜드 국민당은 영국의 정당이지만 스코틀랜드 지역정당이기 때문에 "ㅇ" 항목이 아닌 "ㅅ" 항목에 표기한다.
- 타이완은 중화민국으로 표기
- 대륙별로 분류, 대륙 내 사회자유주의 정당이 존재하는 국가의 순서는 가나다 순으로 분류하되 정당은 사회보수적 색채가 강한 정당을 제일 상단에 서술하며 상대적으로 약한 정당을 그 밑에다가 서술.